# 合鍵/White Lies
合鍵/White Lies（あいかぎ/ホワイト・ライズ）は、BREATHEのデビューシングル。

## 概要
- 「CD+DVD」「CD」の2形態で発売。

## 収録曲
CD
1. 合鍵
  - 作詞：松尾潔 作曲：川口大輔 編曲：Jin Nakamura

テレビ朝日系「FUTURE TRACKS→R」11月度オープニング・トラック
PVのロケ地、神奈川県横浜市西区のみなとみらい周辺
2. White Lies
  - 作詞：松尾潔 作曲：松尾潔・田中直　編曲：田中直

週刊EXILE × FUTURE TRACKS→R × レコチョク 連動企画「あなたが選ぶググッとソング」
3. 合鍵 [Instrumental]
4. White Lies [Instrumental]

DVD
1. 『合鍵』Music Video
2. 『合鍵』Making Video